# 寶華山

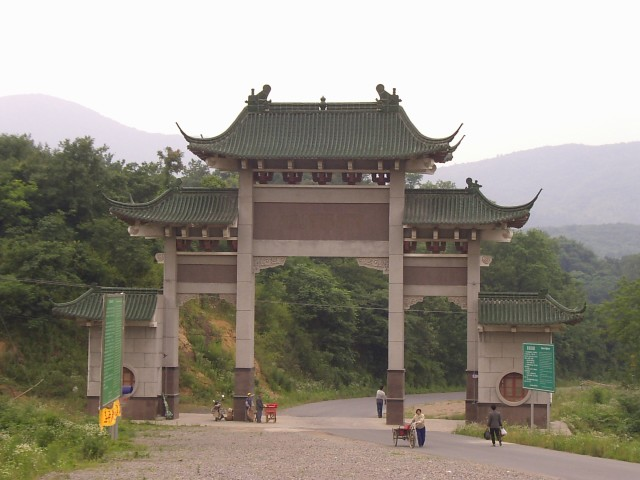
宝华山隆昌寺北大门

寶華山位於江蘇句容北部，長江南岸，地處寧鎮山脈中段，西與南京鐘山（紫金山）、棲霞山綿延相連，主峰海拔445米，為僅次於鐘山的寧鎮山脈第二高峰。因周圍有三十六座山峰，形似蓮花，寶華山突出地屹立在中央，猶如花蕊，故初名花山，古漢字華同花，後稱寶華山。
寶華山西距南京市23公里，東距鎮江市32公里，東南距句容市約20公里，距茅山約45公里。
- 隆昌寺，又稱寶華寺，位於湯山鎮北約２公里的寶華山上。隆昌寺始於南朝梁代天監元年（502年），距今約一千五百年，最初寶誌和尚（民間傳說中濟公和尚的原型）在此結庵傳經，故稱寶誌公庵，梁代又建為千華寺，明朝萬歷三十三年（1605年）擴建，時名隆昌寺。隆昌寺是佛教律宗祖庭，有“律宗第一名山”之稱。隆昌寺建築宏偉，有“九百九十九間半”之稱。
- 寶華山國家森林公園，約面積20平方公里。
- 丁沙地遺址，距今7000年的古文化遺存。